# Ukrainian Business Award
Ukrainian Business Award (UBA, укр. — "Українська Бізнес Премія) — национальная награда, предназначенная для признания достижений украинских предпринимателей и компаний. Целью этой премии является выявление и поддержка успешных предпринимательских инициатив в Украине, а также признание вклада компаний и бизнес-лидеров в развитие национальной экономики. Программа премии охватывает широкий спектр отраслей бизнеса, включая финансы, инновации, маркетинг, социальную ответственность и другие.

## История создания
Украинская Бизнес Премия была основана Ильей Славгородским в 2021 году. Илья Славгородский является официальным представителем Stevie Awards в четырёх странах мира с 2020 года. Stevie Awards — это известная международная награда для признания достижений в бизнесе.

## Процесс отбора компаний
Методика ранжирования Ukrainian Business Award основана на независимом аналитическом исследовании, которое основывается на анализе открытых данных. Эксперты UBA используют системы YouControl, YC.Market и Clarity App для анализа финансово-экономических показателей компаний, их позиции на рынке и динамики роста. На основе этих данных формируется рейтинг, который оценивает развитие предприятия.

## Этапы анализа
Процесс анализа включает три этапа, каждый из которых обеспечивает прозрачность при определении лидеров.
1.Анализ финансов компании: Первый этап включает оценку ликвидности, платежеспособности, прибыльности, импорта и экспорта компании.
2.Анализ рыночной позиции: На втором этапе анализируется доля компании на рынке, темпы роста, веб-присутствие, активность в социальных сетях и отзывы клиентов.
3.Анализ рисков: Последний этап включает исследование потенциальных рисков, таких как связи компании, судебные дела, долги, налоговая информация, лицензии, сертификаты, разрешения и так далее.

## Партнеры UBA
Ukrainian Business Award сотрудничает с аналитическими организациями и учреждениями, которые способствуют развитию бизнес-среды в Украине. К партнерам УБП относятся:
The Stevie Awards.
Киевская торгово-промышленная палата
Clarity Project
YC Market
Youcontrol
Serpstat
Looqme

## Победители премии
- Meest China[5][6][7]
- АLLIANCE NOVOBUD[8][9]
- ПАТ «ХФЗ» «Червона звезда»[10]
- ТМ «Львовское»[11]
- Animal Clinic[12]
- MOYO[13][14]
- ТОВ "ВП «ТЕХНО-ЗАВОД»[15]
- VAV Synergy[16]
- Eco Wine[17]
- Закарпатская областная больница[18]
- REHAU[19]
- Сторожинецкая многопрофильная больница интенсивного лечения[20]
- Аптека АНЦ[21]
- ТОВ «БІХЕЛС»[22]
- UNI-LAMAN GROUP[23]